# Allobates sanmartini
Allobates sanmartini (Rivero, Langone & Prigione, 1986) è un anfibio anuro appartenente alla famiglia degli Aromobatidi.

## Etimologia
L'epiteto specifico è stato dato in onore di Pablo Rubens San Martín.

## Distribuzione e habitat
Questa specie è conosciuta in un'unica località venezuelana: il villaggio di Las Majadas, nello Stato di Bolívar, alla fusione dei fiumi Caura e Orinoco. Ha un areale molto limitato in un ambiente degradato, dove è stato registrato da 100 m slm.